# Кульмухаметов, Азамат Рахметович
Азама́т Рахме́тович Кульмухаме́тов (род. 6 августа 1953, Уфа, Башкирская АССР, РСФСР, СССР) — российский дипломат. Чрезвычайный и полномочный посол (2012).

## Биография
По национальности — башкир.
В 1976 году окончил Московский государственный институт международных отношений (МГИМО) МИД СССР. Владеет башкирским, арабским, английским и французским языками. На дипломатической работе с 1978 года.
- В 1976—1977 годах — внештатный сотрудник Гостелерадио СССР.
- В 1978—1982 годах — дежурный референт, стажёр, секретарь в генконсульстве СССР в Алеппо (Сирия).
- В 1982—1986 годах — атташе, третий секретарь Отдела стран Ближнего Востока МИД СССР.
- В 1986—1987 годах — третий секретарь, второй секретарь Управления стран Ближнего Востока и Северной Африки МИД СССР.
- В 1987—1988 годах — второй секретарь Посольства СССР в Египте.
- В 1988—1992 годах — первый секретарь, советник Управления стран Ближнего Востока и Северной Африки МИД СССР.
- В 1992—1993 годах — советник Департамента Африки и Ближнего Востока МИД России.
- В 1993—1998 годах — советник Посольства Российской Федерации в Иорданском Хашимитском Королевстве.
- В 1998—2000 годах — начальник отдела Департамента Ближнего Востока и Северной Африки МИД России.
- В 2000—2003 годах — заместитель директора Департамента Ближнего Востока и Северной Африки МИД России.
- С 4 января 2003 по 28 января 2008 года — чрезвычайный и полномочный посол Российской Федерации в Кувейте[3][4].
- С марта 2008 по 7 сентября 2011 года — заместитель директора Департамента Ближнего Востока и Северной Африки МИД России.
- С 7 сентября 2011 по 22 декабря 2014 года — чрезвычайный и полномочный посол Российской Федерации в Сирийской Арабской Республике[5][6].
- С 23 апреля 2015 года — посол по особым поручениям МИД России, специальный представитель РФ в Контактной группе по урегулированию ситуации на Украине[7].

## Семья
Женат, имеет двух дочерей.
Отец — уроженец деревни Канакаево Ишимбайского района.

## Награды
- Орден Мужества (25 июля 2013) — за большой вклад в реализацию внешнеполитического курса Российской Федерации на сирийском направлении[8].
- Орден Дружбы (17 августа 2023) — за большой вклад в реализацию внешнеполитического курса Российской Федерации и многолетнюю добросовестную дипломатическую службу[9].
- Медаль «В память 850-летия Москвы» (1998).
- Знак отличия «За безупречную службу» XXX лет (16 декабря 2008) — за заслуги в реализации внешнеполитического курса Российской Федерации и многолетнюю добросовестную работу[10].
- Орден «За гражданские заслуги» 1 класса (Сирия, 2014)[11].
- Почётный памятный знак «Орден Великого князя Сергея Александровича» (Императорское православное палестинское общество, 4 июня 2015)[12].

## Дипломатический ранг
- Чрезвычайный и полномочный посланник 2 класса (2 апреля 2003)[13].
- Чрезвычайный и полномочный посланник 1 класса (6 марта 2007)[14].
- Чрезвычайный и полномочный посол (1 мая 2012)[15].